# Ryticaryum gracile
Ryticaryum gracile är en tvåhjärtbladig växtart som beskrevs av Schellenb.. Ryticaryum gracile ingår i släktet Ryticaryum och familjen Icacinaceae. Inga underarter finns listade i Catalogue of Life.